# Matteo Adinolfi
Matteo Adinolfi (ur. 24 grudnia 1963 w Latinie) – włoski polityk, ekonomista i samorządowiec, poseł do Parlamentu Europejskiego IX kadencji.

## Życiorys
W 1988 ukończył studia z zakresu ekonomii i handlu na Uniwersytecie Rzymskim „La Sapienza”. Uzyskał uprawnienia audytora i biegłego rewidenta, podejmując w pierwszej połowie lat 90. praktykę w tym zawodzie. Zajął się także działalnością dydaktyczną w rodzinnej miejscowości. W latach 1997–2007 był radnym miejskim Latiny z ramienia Sojuszu Narodowego. Powrócił do miejskiego samorządu w 2016 jako przedstawiciel Ligi Północnej.
W wyborach w 2019 uzyskał mandat posła do Parlamentu Europejskiego IX kadencji (po rezygnacji, którą złożył Matteo Salvini).